# قدرت سخت

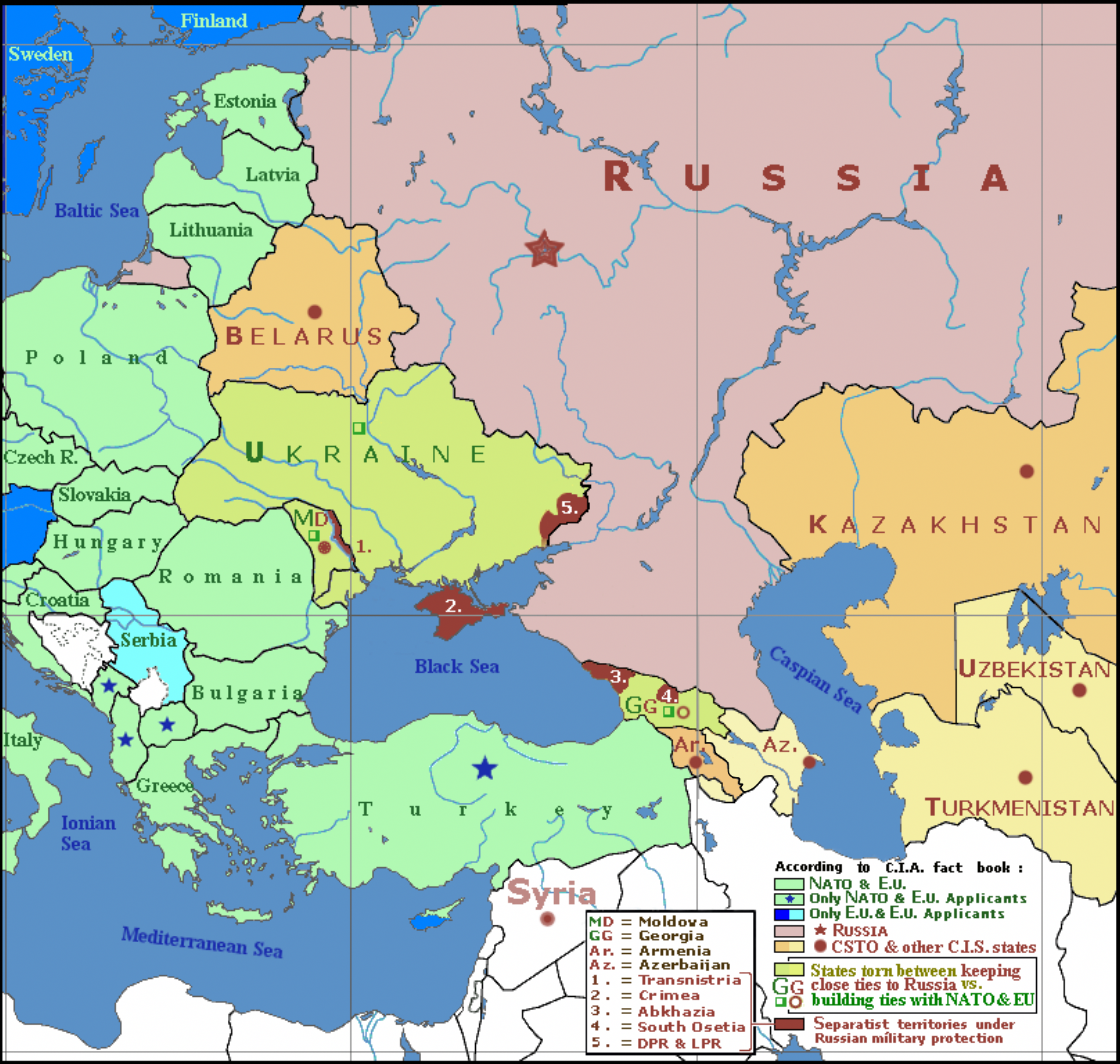
مشکلات و اختلافات اوکراین و روسیه که منجر به استفاده از قدرت سخت در جنگ شد

قدرت سخت (به انگلیسی: Hard power) به استفاده از ابزار نظامی و اقتصادی برای اثرگذاری بر رفتار یا منافع دیگر نهادهای سیاسی گفته می‌شود. این شکل از قدرت سیاسی اغلب تهاجمی (اجبارآمیز) است، و زمانی مؤثر می‌باشد که توسط یک بازیگر سیاسی در مقابل بازیگر دیگری که از نظر قدرت نظامی یا اقتصادی ضعیف‌تر باشد، به کار رود. قدرت سخت در مقابل قدرت نرم که از دیپلماسی، فرهنگ و تاریخ نشأت می‌گیرد، قرار دارد.

## پی‌نوشت‌ها
1. 1 2  Daryl Copeland (Feb 2, 2010). "Hard Power Vs. Soft Power". The Mark. Archived from the original on 1 May 2012. Retrieved 26 April 2012.